# Salon de Bruxelles de 1866
Le Salon de Bruxelles de 1866 est la vingtième édition du Salon de Bruxelles, exposition périodique d'œuvres d'artistes vivants. Il a lieu en 1866, du 8 août au 21 octobre dans un bâtiment provisoire place du Trône à Bruxelles, à l'initiative de la Société royale de Bruxelles pour l'encouragement des beaux-arts.
Ce Salon est le douzième organisé depuis l'Indépendance de la Belgique en 1831. Les prix sont remis sous forme de médailles d'or, ainsi que de récompenses pécuniaires. L'exposition est marquée par le déclin de la peinture d'histoire au profit des paysages et de la sculpture. 

## Organisation
Pour chaque exposition, les dates et l'organisation générale sont fixées par arrêté royal, sur proposition du ministre responsable. La commission directrice de l'exposition est ensuite nommée par arrêté ministériel, le règlement de l'exposition est également fixé par arrêté ministériel. Chaque Salon est donc géré par une commission directrice distincte.

## Contexte
Ce Salon est le douzième organisé depuis l'Indépendance de la Belgique en 1831. L'exposition de 1866 débute le 8 août 1866. Le Salon devait être inauguré par le roi Léopold II, souverain depuis l'année précédente, mais étant indisposé, il est retenu dans ses appartements. C'est donc la reine et son beau-frère le comte de Flandre qui procèdent à l'inauguration. Le roi visite l'exposition le 18 octobre et de nombreux artistes lui sont présentés. 
Pour la seconde fois, le Salon a lieu dans le nouveau local de l'exposition, place du Trône à Bruxelles. Qualifié de « baraque », l'édifice provisoire a été couvert de toile peinte simulant le granit et un jardinet l'entoure. Le bâtiment est divisé en dix salles dont neuf sont consacrées à la peinture et une à la lithographie, le dessin et les gravures. Une galerie expose une partie des sculptures, dont bon nombre sont aussi présentes au milieu des salles affectées à la peinture. Chacun des dix compartiments est vaste et élevé, la lumière y est largement répandue par des plafonds garnis de verre dépoli. À cet égard, les artistes sont satisfaits. En revanche, beaucoup de tableaux sont placés à une trop grande élévation, tandis qu'il n'y a presque plus que des petits tableaux, destinés à être regardés de près. L'abandon de la grande peinture au profit de toiles de dimension modeste, requiert davantage une superficie horizontale importante. L'article du règlement qui stipule que les œuvres ne doivent pas être déplacées au cours de l'exposition gagnerait à être abrogé afin de permettre un remaniement au terme d'un mois en faveur des ouvrages les moins visibles.

## Catalogue

### Données générales
Alors que le Salon de 1863 comprenait près de 1 272 numéros, l'édition de 1866 en propose 1 183. Un bon nombre d'objets d'art provient de l'étranger, surtout de France et de Grande-Bretagne. Le contingent fourni par les peintres hollandais et allemands est moindre qu'aux expositions précédentes.

### Peinture

#### Tableaux d'histoire et portraits

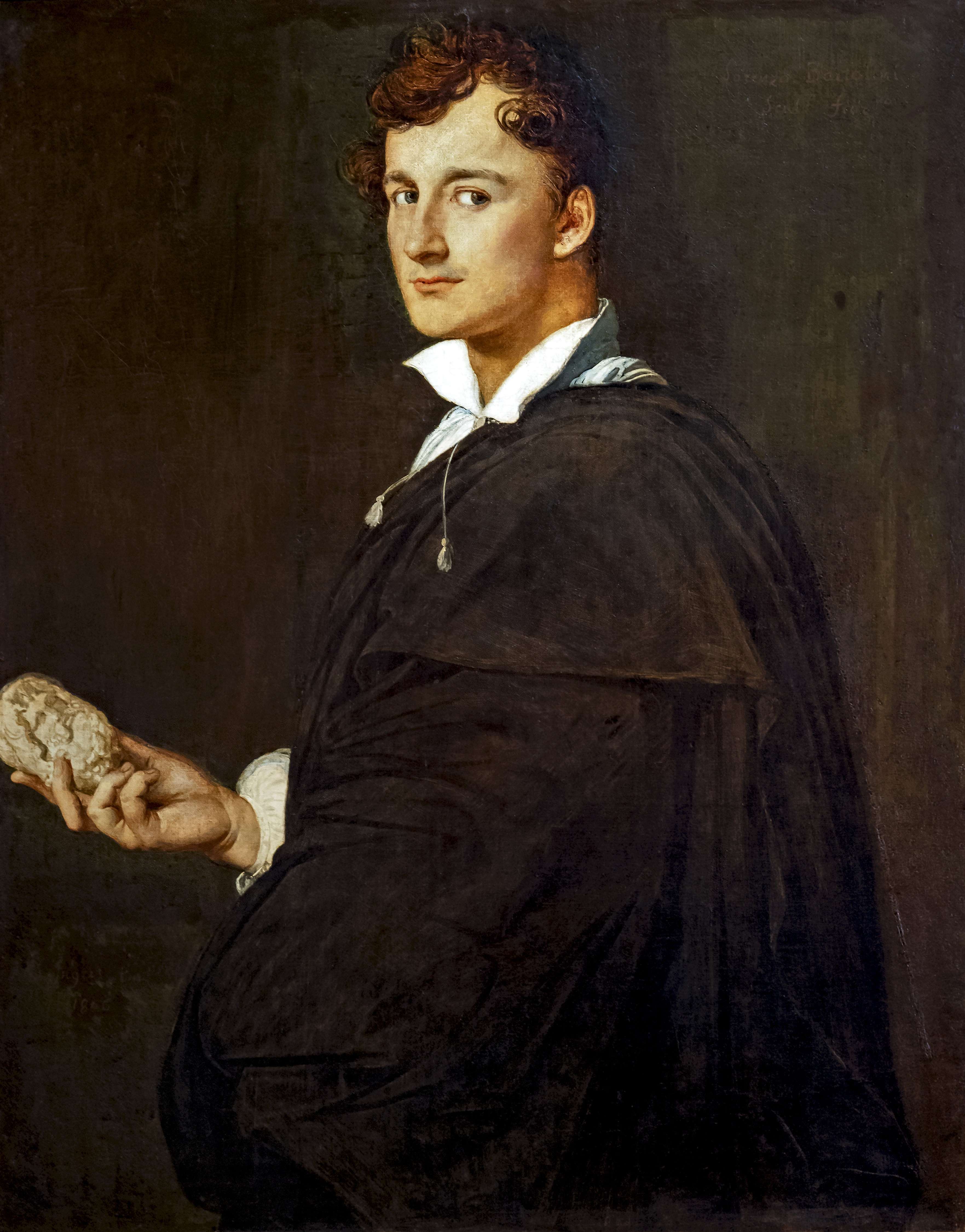
Portrait de Lorenzo Bartolini par Jean-Auguste-Dominique Ingres.

La peinture d'histoire est assez faiblement représentée. Louis Gallait expose Lecture de la sentence de mort aux comtes d'Egmont et de Hornes. On avait annoncé une production de Jean-Auguste-Dominique Ingres, il y en a quatre : trois peintures : Homère appartenant au roi des Belges, Portrait du peintre, appartenant au musée royal des beaux-arts d'Anvers et Portrait de Lorenzo Bartolini, en possession de Jules Van Praet, ministre de la maison du roi, ainsi qu'un carton Apothéose d'Homère. Charles Jalabert a envoyé un Portrait de la duchesse de Chartres. On a rarement, en Belgique, l'opportunité de voir des tableaux de l'école anglaise. Edward Matthew Ward a envoyé Antichambre à Whitehall pendant les derniers moments de Charles II, où l'artiste s'est montré observateur et philosophe. Un autre britannique, Frederic Leighton expose un sujet inspiré de l'Iliade : Hélène se rendant aux portes Scées, pour voir le combat entre Ménélas et Pâris.

#### Paysages, scènes villageoises, peinture d'animaux et marines
Les paysages sont nombreux et même Gustave Doré, essentiellement illustrateur, propose des toiles représentant de grands paysages, mais qui semble appartenir au monde de la fiction. Alfred de Knyff, de l'école de Barbizon, n'avait plus exposé à Bruxelles depuis 1860 et son Souvenir de Chennevières-sur-Marne témoigne d'un progrès considérable dans son talent. L'effet général est celui d'un chaud coucher de soleil, à la suite d'une belle journée d'automne. Les amateurs feront aussi le plus grand cas  de l'œuvre de Charles-François Daubigny, Les Bords de l'Oise, où un profond sentiment de la nature éclate dans cette belle page. Willem Roelofs a quatre tableaux aussi différents par effets que par les motifs, notamment Le Marécage et Les Bords du Ghein qui montrent la variété de son pinceau. 
Gustave Brion, déjà remarqué au Salon de 1863, expose cette année Le Jour des rois en Alsace qui représente de vraies figures de caractère éloignés des types de convention. Sa peinture a de la fermeté et de la solidité.
Adolf Schreyer, déjà admiré au Salon précédent, expose cette fois un Haras valaque, d'une parfaite vérité tant dans les attitudes des chevaux que dans le paysage servis par un coloris puissant, une exécution large et vigoureuse, complétant cette page remarquable. Willem Maris saisit fort bien la physionomie des bêtes dans sa Station des ânes à la plage de Schveneningue.
Les marines sont représentées notamment par François Musin, Louis Barnaba, Theodore Alexander Weber. Quatre marines sont dues à Paul Clays, elles ont les qualités de ses meilleures productions. Les motifs de deux de ses tableaux sont pris sur l'Escaut, un autre sur le Rupel et le dernier sur nos côtes belges. Elles ont les qualités de ses meilleures productions.

### Sculpture et médailles

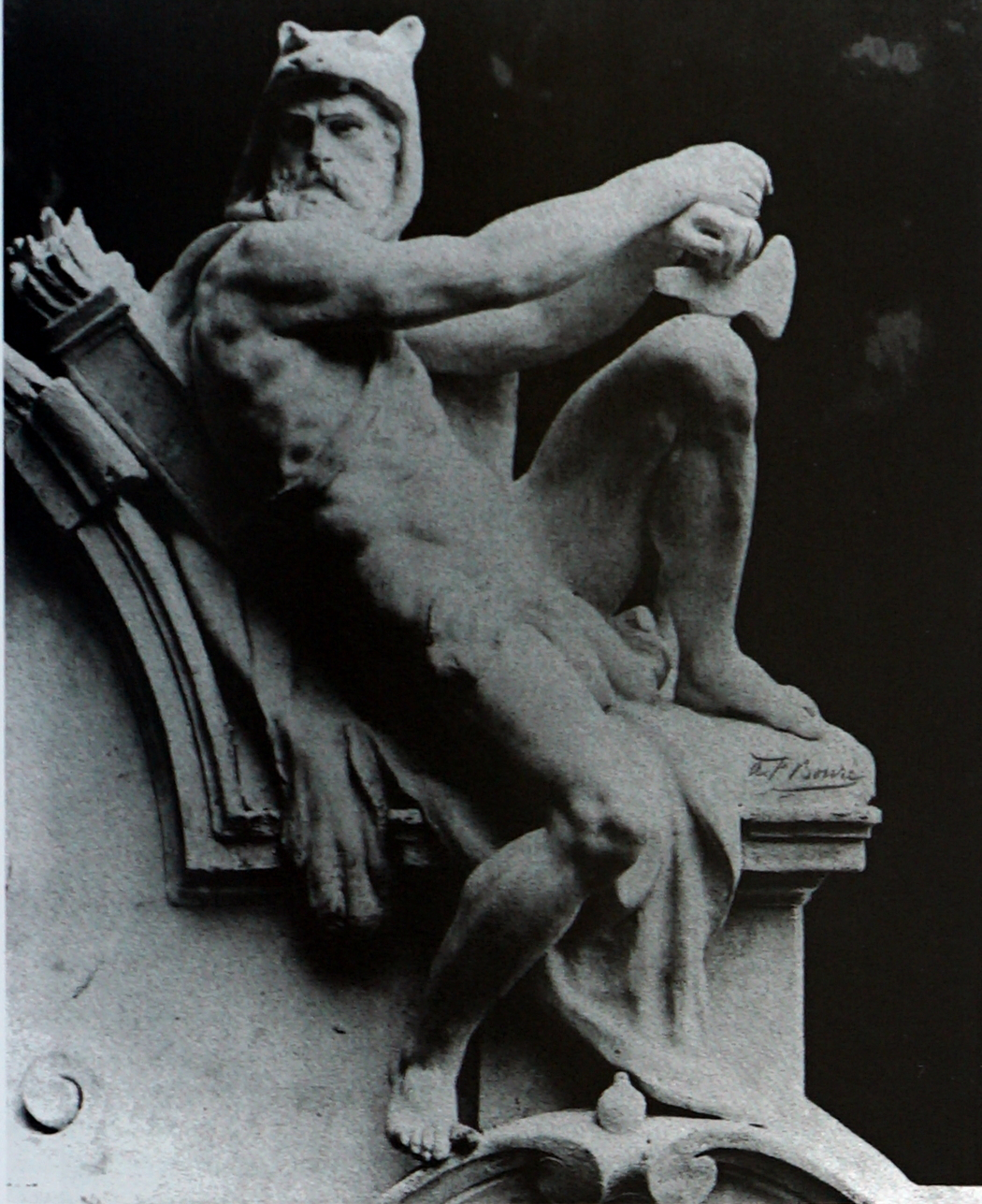
Ambiorix par Antoine-Félix Bouré.

La sculpture est modestement représentée au Salon, par rapport à la peinture. Le public admirant la statuaire est restreint. Seuls 114 œuvres sont exposées. En général, elles manquent de caractère, de pureté de la forme et de style. Angelica du Français Albert-Ernest Carrier-Belleuse est l'œuvre la plus remarquable de l'exposition. Jacques-Léonard Maillet, médaillé d'or au Salon de Bruxelles de 1863, expose cette fois un groupe en bronze, Un Chasseur et une jolie statuette en marbre : Agrippine portant les cendres de Germanicus. Deux sculpteurs berlinois s'illustrent : Reinhold Begas et Louis Sussmann-Hellborn. Armand Cattier expose un Boduognat destiné à orner l'une des portes monumentales de la ville d'Anvers, cependant son modèle n'a pas le caractère de l'époque qu'il symbolise. Ambiorix de Antoine-Félix Bouré, destiné également à décorer la même porte a davantage de cachet historique.
Parmi les médailleurs, Léopold Wiener et Alexandre Geefs présentent d'excellentes pièces. Jacques Wiener, pour sa part, s'illustre grâce à ses médailles architectoniques qui représentent des intérieurs d'édifices en donnant l'illusion de la profondeur et à mettre chaque chose à son plan avec le peu de ressource qu'offre, pour les reliefs, l'épaisseur d'une médaille.

### Aquarelle, dessin et gravure
Depuis que les aquarellistes regroupés en société organisent leurs propres exposition en Belgiques, leurs œuvres sont moins nombreuses aux Salons. Les deux œuvres les plus remarquables sont Vue intérieure de Saint-Pierre de Rome de Louis Haghe et Le soir dans les lagunes de Venise de Alexandre Thomas Francia, appartenant au roi.
Les fusains et dessins de Maxime Lalanne sont de vrais morceaux d'artiste où est présent le sentiment de la nature. 
La gravure, bien que concurrencée par la lithographie et la photographie, est toujours représentée par l'école belge aux côtés des écoles européennes.

## Résultats

### Ordre de Léopold
En vertu de l'arrêté royal du 5 octobre 1866, un artiste français, Jean-Auguste-Dominique Ingres, devient commandeur de l'ordre de Léopold. Quatre artistes : Alexandre Robert (peintre à Bruxelles), Joseph Stevens, Alexandre Thomas (peintre à Bruxelles) et Charles Verlat (peintre à Anvers) tous déjà chevaliers, deviennent officiers. 
Quatorze artistes sont élevés au rang de chevalier l'ordre de Léopold. Les nouveaux chevaliers sont : 
- Lawrence Alma-Tadema (peintre à Bruxelles),
- Reinhold Begas (statuaire à Berlin),
- Auguste Blanchard (graveur en taille-douce à Paris),
- Charles-François Daubigny (peintre à Paris),
- Johannes Hubertus Leonardus de Haas (peintre à Bruxelles),
- William Powell Frith (peintre à Londres),
- Charles Jalabert (peintre à Paris),
- Frans Keelhoff (peintre à Bruxelles),
- Jacques-Léonard Maillet (statuaire à Paris),
- Adolf Schreyer (peintre à Paris),
- Gustave Simonau (peintre aquarelliste à Bruxelles),
- Clarkson Frederick Stanfield (peintre à Londres),
- Jacques Alfred van Muyden (d) (peintre à Genève),
- Jacob Wiener (graveur en médailles à Bruxelles).

### Médailles d'or
Sur proposition du jury des récompenses au gouvernement, onze médailles d'or sont décernées, en vertu de l'arrêté royal du 5 octobre 1866, aux artistes suivants : 
- Gustave Joseph Biot (graveur en taille-douce à Bruxelles),
- Louis Georges Brillouin (peintre à Paris),
- Albert-Ernest Carrier-Belleuse (statuaire à Paris),
- Edmond De Schampheleer (peintre à Bruxelles),
- Vital Jean De Gronckel (peintre à Bruxelles),
- Jacques Jaquet (d) (statuaire à Bruxelles),
- Eugène Smits (peintre à Bruxelles),
- Charles Soubre (peintre à Liège),
- Louis Tuerlinckx (lithographe à Bruxelles),
- Louis Van Kuyck (peintre à Anvers) et
- Alexander Wüst (peintre à Anvers).

### Catalogue
- Catalogue, Exposition générale des Beaux-Arts de 1866, catalogue explicatif, Bruxelles, Charles Lelong, 1866, 195 p. (lire en ligne).